# Rożnowice (województwo wielkopolskie)
Rożnowice – wieś w Polsce położona w województwie wielkopolskim, w powiecie obornickim, w gminie Rogoźno, w miejscu ujścia Flinty do Wełny.
W lasach pod Rożnowicami jest miejsce zbrodni hitlerowskich na około 12 tysięcy ludzi, w tym ponad 1200 pacjentów szpitala psychiatrycznego w Owińskach i 100 jeńców brytyjskich z lat 1939–1941. Obecnie Miejsce Pamięci Narodowej.
We wsi znajduje się ośrodek rehabilitacyjny "Monar" oraz "Markot" i nieczynny cmentarz ewangelicki z drugiej połowy XIX wieku.